# クィーンクリーク (アリゾナ州)
クィーンクリーク（Queen Creek）は、アメリカ合衆国アリゾナ州のマリコパ郡にある町。人口は5万9519人（2020年）。フェニックスの郊外に位置している。町域の一部はピナル郡に入っている。

## 歴史
1919年に農作物を輸送するために鉄道駅を設置したのが町の歴史の始まりと考えられている。地名は近くを流れる小川から来ている。鉄道は地域の発展に貢献したが農業社会の時代が長く続いた。しかし1989年に法人化し自治体になった頃からフェニックス都市圏拡大の波がクィーンクリークに押し寄せた。農地は住宅地へと転換され人口は急増した。

## 関係者
- ブロック・パーディ：アメリカンフットボール選手